# Diệc Liên Chân Bát Lạt (Nguyên Thái Định Đế)
Diệc Liên Chân Bát Lạt (tiếng Hoa: 亦怜真八剌; ? - ?) là một Hoàng hậu của Nguyên Thái Định Đế hay Nguyên Tấn Tông Dã Tôn Thiết Mộc Nhi, Hoàng đế thứ sáu của triều Nguyên trong lịch sử Trung Quốc.
Bà không phải chính thất Hoàng hậu như Bát Bất Hãn, mà là [Thứ hoàng hậu]. Có lẽ do vậy sử sách không mấy đề cập. Bà là tỷ muội ruột của Tốc Ca Bát Lạt, Hoàng hậu của Nguyên Anh Tông Thạc Đức Bát Thích - Hoàng đế tiền nhiệm.

## Tiểu sử
Diệc Liên Chân Bát Lạt họ Diệc Khải Liệt thị (亦启烈氏), xuất thân hiển hách. Thân phụ là A Thất Xương vương (阿失昌王), thống lĩnh Diệc Khải Liệt bộ. A Thất Xương là huyền tôn của Bột Ngốc (孛秃), người có quan hệ thông gia với Thành Cát Tư Hãn: huynh trưởng một trong số các Hoàng hậu của Thành Cát Tư Hãn và là phu quân của Hỏa Thần Biệt Các (火臣别吉), con gái Thành Cát Tư Hãn (được Nguyên Anh Tông truy phong Xương Quốc Đại Trưởng Công chúa).
Thân mẫu Diệc Liên Chân Bát Lạt là Xương Quốc Công chúa Ích Lý Hải Nha (益里海雅), con gái của Nguyên Thành Tông. Chị em cùng cha cùng mẹ của bà, Tốc Ca Bát Lạt chính là Hoàng hậu của Nguyên Anh Tông - Hoàng đế tại vị trước Nguyên Thái Định Đế. Xét vai vế gia tộc, bà là cháu gọi Nguyên Thành Tông bằng ông ngoại; gọi Nguyên Vũ Tông, Nguyên Nhân Tông, Nguyên Thái Định Đế bằng cậu họ; và là chị em họ của Nguyên Anh Tông, Nguyên Văn Tông, Nguyên Minh Tông, Nguyên Thiên Thuận Đế. Cũng như Tốc Ca Bát Lạt, bà có thân thế tôn quý nhất trong số các Hoàng hậu nhà Nguyên khi có ông ngoại, các cậu và phu quân đều là Hoàng đế.
Sử sách không ghi năm sinh năm mất, cũng như năm bà gả cho Thái Định Đế. Chỉ biết năm Thái Định thứ 2 (1325), bà được sách lập Hoàng hậu, nhưng là [Thứ hoàng hậu; 庶三皇] vì theo lệ hậu cung nhà Nguyên, Hoàng đế được lập một lúc nhiều Hậu, duy chỉ có Hoàng hậu nhận sách bảo mới được xem là [Trung cung Hoàng hậu] hay [Hoàng chính hậu]. Địa vị bà xếp sau Bát Bất Hãn, chính thê của Thái Định Đế.
Nguyên sử không ghi lại số phận của các Thứ hoàng hậu, vì vậy không có thông tin về thêm về bà.